# Al-Hallaj
Al-Ḥallaj, ossia Abū l-Mughīth al-Ḥusayn b. Manṣūr b. Maḥammā al-Bayḍāwī al-Ḥallāj (in persiano  منصور حلاج‎) (Tur, 858 circa – Baghdad, 26 marzo 922), è stato un mistico persiano.
È una delle figure maggiormente discusse e controverse nel mondo islamico, e del Sufismo e Sunnismo in particolare. Ancora oggi la sua vita, la sua predicazione e il suo martirio sono fonte di studio, approfondimento e dibattito avendo rappresentato un momento cruciale nella storia della cultura islamica e uno spartiacque nella storia del taṣawwuf. Conosciuto anche in Occidente grazie agli studi del suo appassionato interprete, Louis Massignon, che lo definì il «martire mistico dell'Islam», la sua storia riflette e incarna l'apice del conflitto tra le teorie sufi e il letteralismo dei dottori della legge.
Giudicato un eretico dai giuristi dell'epoca  al-Ḥallāj fu invece considerato dai mistici una guida di grande elevatezza, ingiustamente martirizzata.

## Biografia
Nasce verso l'858-9 a Ṭūr, a nord-est di al-Bayḍāʾ, in Iran.

Si dice che fosse un discendente di Abū Ayyūb al-Anṣārī, il primo Compagno medinese del profeta Maometto.
Fino all'età di 12 anni imparò il Corano a memoria, diventando così un ḥāfiẓ.
A 16 anni, dopo aver studiato a Wāsiṭ, manifestò precocemente la volontà di seguire i sufi, e iniziò il noviziato, a Tustar, sotto la guida di Sahl al-Tustari, per poi passare brevemente alla scuola di ʿAmr b. ʿUthmān al-Makkī (m. 909-910).
Ma la sua vocazione non era semplicemente quella d'intraprendere la via dell'ascetismo e di una vita appartata, immersa nella contemplazione. La sua volontà era quella di vivere tra la gente, annunciando e predicando l'amore di Dio per le sue creature. Infatti rinuncerà alla veste tipica dei sufi e adotterà l'abito normale per parlare più liberamente al suo prossimo. Il suo apostolato era finalizzato prima di tutto a far conoscere Dio a tutti, carisma che gli conferirà il nome di “al-Ḥallāj al-astar”, “il Cardatore delle coscienze”, o “al-Ḥallāj al-asrār”, "Il Cardatore di segreti".
Ben presto raccolse intorno a sé un gran numero di discepoli, di seguaci, devoti a lui e alla sua predicazione. Era un tipo di messaggio nuovo che si staccava dal rigorismo e dal formalismo della Legge religiosa. Viaggiò molto, spingendosi fino in Cina e in India, predicando e meditando lungo la strada.
La sua fama però non raggiunse solo il popolo, ma anche le autorità politiche, subito ostili alla sua attività. In quel periodo, durante il califfato degli Abbasidi, l'approccio teologico di Stato era quello del Mutazilismo, che mal sopportava una predicazione e un misticismo che si staccava sovente dal nomismo islamico. Sotto molti aspetti il suo parlare fu considerato eretico e blasfemo, sia dai mutaziliti sia dagli sciiti, che lo definirono un impostore e un falsificatore al fine di fomentare le masse contro di lui.
Durante il suo terzo pellegrinaggio a Mecca, fu seguito da una numerosa schiera di fedeli, e questo fornì una motivazione al visir Ibn ʿĪsā, per il suo immediato arresto come sovversivo, che lo fece rinchiudere per nove anni in carcere a Baghdad.
Le ostilità continuarono anche dopo il suo rilascio. Gli oppositori cercarono più volte, e con ogni mezzo, di ottenerne la sua condanna, per la quale molti e autorevoli giuristi si rifiutarono però di dare il proprio assenso, dato il silenzio della Legge islamica circa l'espressione della propria opinione.
In questo soggiorno nella capitale abbaside va collocata la sua ben nota espressione teopatica (shaṭḥ), pronunciata alla presenza del noto mistico al-Shiblī nella moschea di al-Manṣūr, «Anā l-ḥaqq», “Sono la Verità”, proclamando con ogni evidenza formale di essere Allah.
Infine, dopo ripetuti processi e grazie a un appiglio giuridico, ma soprattutto per una mutata situazione politica, il partito avverso ebbe la meglio e con una ordinanza del califfo al-Muqtadir, al-Ḥallāj venne messo a morte il 26 marzo 922 (23 dhu l-Qa'da) con un supplizio particolarmente crudele.

## La sua figura
La sua figura è stata sempre circondata da un alone di santità, intesa come particolare vicinanza mistica a Dio. Le sue parole si diceva avessero il cosiddetto “soffio della vita” (dono attribuito anche a Cristo) in quanto erano in grado di 'creare', di trasmettere idee 'creatrici': ecco perché anche coloro che non le capivano restavano incantati e affascinati, perché erano molto più di semplici parole.

Quello che sconvolgeva di lui e che allo stesso tempo suscitava il disappunto del sunnismo tradizionale, era il suo amore autentico, assoluto e totalizzante per Dio, la sua volontà di unirsi a Lui e alla Sua volontà, come ricordato nella sua famosa esclamazione «Anā l-ḥaqq» (nel senso che l'unico Vivente è Dio che si manifesta in ogni Sua creatura), a rischio di apparire come un “incarnazionista” (hashwiyya), laddove si trattava semmai di “monismo essenziale”.

Diceva che 'la ricerca dell'Unico' doveva avvenire 'attraverso l'amore della volontà e la via della sofferenza'. Più volte avrebbe desiderato il martirio, talora profetizzandolo ma dandogli un significato redentore e accostando così la sua figura a quella di Cristo:
(Louis Massignon, The passion of Al-Hallaj: mystic and martyr of Islam (trad. Mason))
Tutto il suo pensiero ruotava intorno al rapporto d'amore tra l'uomo e Dio, a cui egli si rivolgeva con parole dolci e familiari come “l'Amato”, “Tu”, “Amico”, mentre la teologia tradizionale non aveva mai parlato della relazione uomo-Dio in questi termini, enfatizzando e incentrandosi maggiormente sulla sua inaccessibilità e la sua potenza, in un rapporto di totale sottomissione.

Fu proprio questa sua genuinità d'amore, libera dai formalismi e dalle ipocrisie delle apparenze, a fornire i principali capi d'accusa contro di lui. In merito al grande pellegrinaggio a Mecca avrebbe detto che “quello che conta è girare sette volte intorno alla Kaʿba del proprio cuore”, sottolineando l'importanza delle intenzioni del cuore e degli atti fatti con amore in un rapporto di unione con Dio piuttosto che l'obbedienza sterile, vuota e solo apparente ai dogmi di fede. Pur avendo compiuto egli stesso per ben tre volte il pellegrinaggio, l'accusa legale che lo portò al patibolo fu quella di “usurpare il potere supremo di Dio”, perché il suo pellegrinaggio tentava di sostituire il pellegrinaggio canonico a Mecca ordinato da Dio stesso nel Corano, con uno di tipo puramente spirituale.

## Antologia di versi
- “Il tuo Spirito si è impastato con il mio, come l'ambra con il muschio odoroso. Se qualcosa Ti tocca, mi tocca: non c'è più differenza perché Tu sei me.”

- “Ti fa posto il mio cuore tutto intero; lì non c'è spazio per cosa creata, tra la pelle e le ossa Ti trattengo. Che ne sarà di me semmai ti perdo?”
- “Egli mi ha scelto, avvicinato ed esaltato; mi ha affidato e fatto capire l'intero tutto. Nulla è rimasto nel cuore e nelle viscere, in cui io non riconosca Lui ed Egli me.”
- “Tu che biasimi il mio amore per Lui, come sei duro! Se sapessi chi intendo, così non faresti. I pellegrini si recano a Mecca e io da chi abita in me; quelli offrono vittime, io offro il mio sangue e la vita. C'è chi gira intorno al Suo tempio senza farlo con il corpo, perché gira intorno a Dio stesso, che dal rito lo scioglie.”
- “Eccomi a Te, o mio segreto confidente, o mio scopo, o mio senso.(...) Essenza essenziale del mio esistere, o mio linguaggio. Tutto del mio tutto, o me stesso. A Te, da cui il mio spirito è rapito, sospiro”.
- “O gente, salvatemi da Dio, (…) perché mi ha rapito da me stesso, e non mi rende più a me stesso. Quanto a me, ecco che non c'è più nessun velo tra Lui e me, neppure un batter d'occhio, il tempo che io trovi il mio riposo, in modo che la mia umanità perisca nella sua divinità, mentre il mio corpo si consuma nelle fiamme della Sua onnipotenza: cosicché non ne resti più alcuna traccia, alcun segno, alcuna descrizione”.

## Il martirio
Quando decisero di condannarlo a morte, ricevette un supplizio particolarmente atroce e crudele.
Accettò la sua condanna, come un ulteriore modo per testimoniare il suo amore per Dio agli altri.
La sua morte è descritta da ʿAṭṭār come un atto eroico. Quando veniva portato in giudizio, un sufi gli chiese: “Cos'è l'amore?” ed egli rispose: “Lo vedrai oggi, domani e dopodomani”. Fu quel giorno appeso a una croce, dopo che sulla testa gli fu beffardamente messa una corona, fu bastonato, gli furono amputati mani e piedi e lasciato lì tutta la notte, decapitato e bruciato il giorno seguente, dopo che il suo cadavere fu cosparso d'olio. Le sue ceneri furono disperse al vento, il 27 marzo 922, dall'alto di un minareto.
“Questo è l'amore” disse ʿAṭṭār.

## Al-Ḥallāj e il Cristianesimo
Molto della sua storia ci riporta alla figura di Gesù Cristo, dal martirio quasi sacrificale profetizzato al tipo di predicazione fervente e carismatica, dalla componente miracolosa all'accostamento fraterno con la gente umile (neanche gli stessi sufi hanno mai accettato l'aspetto 'popolare' del suo operato, rivolto a tutti gli uomini senza alcuna distinzione di elezione) tanto che alcuni musulmani, per il suo forte desiderio di unità con Dio, lo hanno criticato definendolo “segretamente cristiano per aver distorto la rivelazione monoteista in quel senso”.
Anche la sua frase più celebre e discussa «anā al-ḥaqq» richiama alla mente - ma con ben altri significati - le parole evangeliche “Io sono la Via, la Verità, e la Vita” , e ancora molte sue “poesie” di unicità e di fusione mistica con Dio, ricalcano spesso i passi in cui Cristo manifesta e rivela la Sua unione ontologica con il Padre (“Sono uscito dal Padre e sono venuto nel mondo; ora lascio di nuovo il mondo e vado al Padre” ; “Tutte le cose mie sono tue, e tutte le cose tue sono mie” ; “Come tu, Padre, sei in me ed io in te ,siano anch'essi in noi una cosa sola(...).”
Il suo supplizio inoltre ricalca nella forma della crocifissione e nella sua particolare violenza il modello di Gesù.

Il Cristo di cui seguì le tracce e a cui si ispirava è però quello del Corano e della tradizione islamica. Per i musulmani la somiglianza tra le due figure è tanto intensa da portare qualche lettore particolarmente sensibile alla pura esteriorità, a considerare al-Ḥallāj un vero e proprio Cristo dell'Islam.